# 3911 Otomo
3911 Otomo è un asteroide della fascia principale del diametro medio di circa 15,9 km. Scoperto nel 1940, presenta un'orbita caratterizzata da un semiasse maggiore pari a 3,0346736 UA e da un'eccentricità di 0,1019912, inclinata di 10,74294° rispetto all'eclittica.